# Клостериум
Клостериум (лат. Closterium) — род одноклеточных харовых водорослей из порядка Десмидиевые.

## Описание
Клетки одиночные, редко склеивающиеся в пучки, обычно серповидно-согнутые, редко прямые. Состоят из двух симметричных половинок. На концах заметно суживаются и содержат вакуоли с кристалликами сульфата бария (ранее считались кристаллами сульфата кальция), совершающие броуновское движение. Серединной перетяжки нет. В поперечном сечении круглые. Оболочка клетки гладкая или штрихованная, всегда с порами, которые могут быть круглыми, овальными или продолговатыми. Через крупные поры на концах клеток выделяется слизь, принимающая участие в движении клеток. В каждой полуклетке по одному крупному осевому хлоропласту. Пиреноиды шаровидные, эллипсоидные, расположенные в один ряд или беспорядочно разбросанные по хлоропласту. Ядро расположено в плоскости симметрии клетки. Его можно увидеть в живом состоянии.

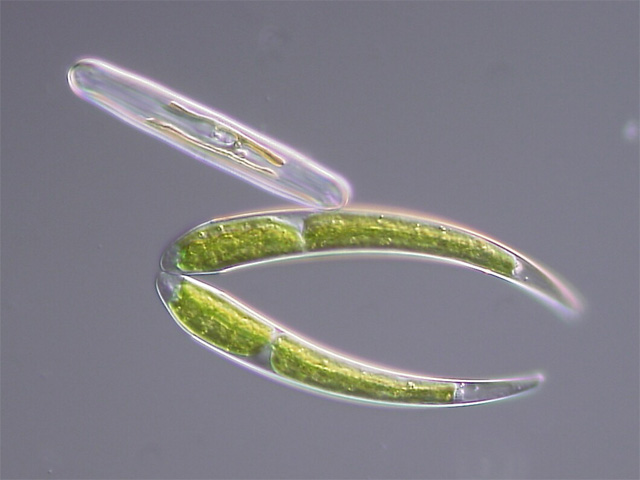
Клостериум во время митоза (сверху слева диатомовая водоросль)

Размножаются вегетативно, делением в средней части клетки. Образовавшиеся дочерние особи получают от материнской одну полуклетку, а недостающую достраивают заново.
Половой процесс, как и других Сцеплянок, представлен конъюгацией, при которой две клетки сближаются, покрываются общей слизевой оболочкой и сливаются протопластами. При слиянии ядер образуется зигота, которая может быть шаровидной, эллипсоидной, почти треугольной или четырёхугольной, с гладкой или окрашенной оболочкой.

## Классификация
Согласно базе данных Algaebase включает 214 признанных видов.